# SPELL MAGIC
「SPELL MAGIC」（スペル・マジック）は、Acid Black Cherryの1枚目のシングル。2007年7月18日にavex traxから発売された。

## 解説
完全限定生産盤には表題曲のPVとオフショットを収録したDVD付属。通常盤の初回限定盤には特典としてステッカー封入。
「SPELL MAGIC」のレコーディングにはLUNA SEA・X JAPANのSUGIZOがギター、La'cryma ChristiのSHUSEがベース、菅沼孝三がドラムで参加。また、PVにはバンドメンバーとしてPENICILLINの千聖、BREAKERZのAKIHIDEがギター、SHUSEがベース、SIAM SHADEの淳士がドラムとして出演。
カップリング曲には《Recreation Track》として1985年にLOOKがリリースしたデビューシングル「シャイニン・オン 君が哀しい」のカバーを収録している。

## 収録曲

### CD
1. SPELL MAGIC [4:26]
  - 作詞・作曲・編曲：林保徳

1stアルバム『BLACK LIST』の歌詞カードには、冒頭で流れる英語歌詞が記載されている。
PVの構成を先に考えてから作られた曲。この曲をシングルに推したときにレコード会社側から「売れる気あるの?」と言われたらしい。[要出典]
PV撮影にはavex本社も使用され、髪をオールバックにしたアキバ系スタイルのyasuと、ヴィジュアル面の濃いyasuがそれぞれシャッフル形式で構成された映像に仕上がっている。
タイトルを省略すると「スペルマ」というエロ要素になるのもyasuの計算である。
2010年コナミが発売したBEMANIシリーズの音楽シミュレーションゲームアーケードゲーム「REFLEC BEAT(初期)」にSPELL MAGICが選曲可能になっていたことがある。(現在の機種は削除されている)
2. シャイニン・オン 君が哀しい [4:57]
  - 作詞・作曲：千沢仁、編曲：Mr.rose・Nobuhiro Mitomo

### DVD
1. SPELL MAGIC【music clip】
2. OFF SHOT

## 収録アルバム
| 曲名        | アルバム       | 発売日        | 備考                  |
| ----------- | -------------- | ------------- | --------------------- |
| SPELL MAGIC | 『BLACK LIST』 | 2008年2月20日 | 1stオリジナルアルバム |